# Kalendarium Zakrzowa
Zakrzów – wieś położona 13 km na NW od Opola Lubelskiego, na prawym brzegu Wisły; ok. 66 km na NE od klasztoru świętokrzyskiego, 2,5 km na N od  Braciejowic. 
Nazwy lokalne wsi - 1351 „Zaczrow”, 1404 „Zakrzow”, „Zacrzow”, 1427 „Zacrzewo”, 1442 „Sacrzow”, 1470–80 „Zakrzow”, 1650-2 „Zakrzow”, w „Zakrzowie”, „Zakrzowianie”, 1787 „Zakrzew”, 1789 „Zaleszów” [!], 1827 „Zakrzew”.

## Podległość administracyjna świecka i kościelna
- 1351 ziemia sandomierska[4], 1404 w powiecie radomskim[5], w 1442 powiecie lubelskim[6], 1553 w powiecie radomskim[7]), 1819 powiecie lubelskim[8], 1827 powiecie kazimierskim (Tabela II 309); 1470-80n.
- parafia  Chotcza (Długosz L.B. II 567), parafia Solec[9], 1662 parafia Chotcza[10].

## Opis granic
- 1470–80 – graniczy z Braciejowicami, Goszczą, Jarnołtowicami, Wrzelowem, leży na kępie wiślanej (Długosz L.B. t.III s.241);
- 1512 – w roku tym  komisarze królewscy rozgraniczają królewskie miasto Solec od należących do klasztoru Braciejowic i Goszczą
- 1592 – przez Wisłę, niegdyś zwaną Przerią, graniczy z Jarnołtowicami[11],
- 1660–4, 1789 – graniczy z Jarnołowicami[12][13].

## Kalendarium własności
Własność szlachecka i klasztoru świętokrzyskiego, od 1404 r. w całości klasztoru świętokrzyskiego.
- 1351 – Kazimierz Wielki przenosi na prawo średzkie imiennie wyliczone posiadłości klasztoru świętokrzyskiego, w tym Zakrzów[4].
- 1404 – Maciej opat i konwent klasztoru świętokrzyskiego zamieniają Pabianów[a] wraz z jeziorem na Zakrzów należący do Mikołaja z Garbowa[b][5].
- 1404 – ciż sami zamieniają Pabianów z dopłatą 40 grzywien na Zakrzów należący do Miczka z Borkowa[b][14].
- 1427, 1442 – opat świętokrzyski Mikołaj przeznacza na utrzymanie konwentu między innymi wsie Braciejowice, Głodno i Zakrzów oraz jaz patrz Braciejowice.
- 1470–80 – należy do klasztoru świętokrzyskiego, leży na kępie wiślanej obok Goszczy, posiada 7 łanów kmiecych, jest wówczas 1 zagroda. Kmiecie płacą po 16 groszy czynszu, dają po 30 jaj, 2 koguty, 1 serze oraz 1 korce chmielu, nie dają sepu. Pracują po 1 dniu tygodniowo własnym wozem lub pługiem, powaby nie odrabiają. Zagrodnik płaci 10 groszy czynszu (Długosz L.B. III 241; II 567);
- 1512 – tak jak w Goszczy patrz → Goszcza
- 1529 – należy do stołu konwentu świętokrzyskiego, płaci 2 grzywny 16 groszy czynszu[15].
- 1553 Zygmunt August przenosi na prawo niemieckie wyliczone posiadłości klasztoru świętokrzyskiego, w tym Braciejowice, Głodno i Zakrzów patrz Braciejowice
- 1569 – pobór z 1,5 łana z dziesięcinami należącego do kmiecia Andrzeja Klonowskiego - ten sam daje pobór z Braciejowic oraz od 3 zagrodników bez roli i 2 komorników[9][16].
- 1570 dzierżawcą jest  szlachcic Piotr Kowalski - jest również dzierżawcą Boisk - daje pobór z 1,5 łana, od 3 zagrodników z rolą i z karczmy[17].
- 1570 – opat świętokrzyski daje pobór z 1,5 łana i od 3 zagrodników z ogrodem[18].
- 1576 – dzierżawca Piotr Kowalski daje pobór z 1,5 łana i od 3 zagrodników bez roli[19]
- 1577 – dzierżawcą jest starosta solecki daje pobór z 1,5 łana i od 3 zagrodników z ogrodem[20].
- 1650 – należy do stołu konwentu[21].
- 1650 – konwent świętokrzyski daje pobór z 29 domów, 1,5 łana i od 3 zagrodników z ogrodem[22].
- 1651 – własność konwentu było wówczas we wsi 12 półrolnych, 9 zagrodników, 8 chałupników i karczma. Wszyscy płacą czynsz na ś. Marcina [11 XI], półrolni po 4 grosze, zagrodnicy po 6 groszy, chałupnicy po 1 grosz, karczmarz i rybak tak jak w  Zaborowie po 30 florenów. Półrolni dają po 1 kapłonie, 3 maty, 0,5 korca chmielu i 1 korzec żołędzi oraz po 4 korce przędzy konopnej i zgrzebnej a także 2 korce przędzy poczesnej. Zagrodnicy po 10 jaj, chałupnicy po 1 korcu a komornicy po 0,5 korca żołędzi. Pańszczyzna i pomocne jak w  Boiskach[23].
- 1662 – klasztor świętokrzyski daje pogłówne od 75 poddanych[24].
- 1787 – wieś liczyła 261 mieszkańców (Spis I 392; II 114);
- 1819 – wieś należy do stołu konwentu świętokrzyskiego[25].
- 1827 – we wsi było 39 domów i 297 mieszkańców (Tabela II 309).

## Powinności dziesięcinne
Dziesięcina należy do klasztoru świętokrzyskiego
- 1427  – płacono jak w Braciejowicach – przy czym opat Mikołaj przeznacza na utrzymanie konwentu między innymi dziesięciny z osad położonych z prawej strony Wisły i w powiecie radomskim.
- 1470–80 – ze wszystkich ról kmiecych dziesięcinę snopową i konopną wartości do 1 lub do 5 grzywien dowożą klasztorowi świętokrzyskiemu (Długosz L.B. III 241, 243; II 567);
- 1529 dziesięcina snopowa wartości 1 grzywny należy do stołu konwentu świętokrzyskiego[26].
- 1542–3 – z powodu zniszczeń spowodowanych przez wylew Wisły wieś nie oddaje klasztorowi świętokrzyskiego dziesięcin[27],
- 1721 – dziesięcina należy do klasztoru świętokrzyskiego[28].
- 1819 – do stołu konwentu należy dziesięcina snopowa wartości 72 florenów[29].

## Studenci Uniwersytetu Krakowskiego
Identyfikacja osób występujących w spisach alumnów uniwersytetu jest trudna z uwagi na mnogość występowania nazwy Zakrzów.  
Studentami z Zakrzowa byli :
- 1413 – Woldymir syn Marcina[30].
- 1418 – Jakub syn Andrzeja oraz Mikołaj z Zakrzowa[31].
- 1458 – Stanisław syn Mikołaja[32].
- 1468 – Mikołaj syn Stanisława[33].
- 1473 – Andrzej syn Marcina[34].
- 1499 – Jakub syn Wojciecha([35].
- 1503 – Jakub syn Grzegorza[36].
- 1511 – Mikołaj syn Andrzeja[37].
- 1518 – Wawrzyniec syn Stanisława z diecezji krakowskiej[38].